# George Rose
George Rose (Bicester, 19 febbraio 1920 – Sosúa, 5 maggio 1988) è stato un attore britannico.

## Biografia
Nato a Bicester, figlio di un macellaio, Rose studiò alla Royal Central School of Speech and Drama. Dopo il diploma, lavorò per un breve periodo come impiegato e segretario. Dopo il servizio militare e gli studi all'Università di Oxford, fece il suo debutto all'Old Vic nel 1946.

### Carriera
Rose passò quattro anni nella compagnia dell'Old Vic e fece il suo debutto a Broadway nel 1946 in una produzione dell'Enrico IV. Continuò a recitare a New York per il resto del decennio, dopodiché rientrò in 
Inghilterra e si unì alla Royal Shakespeare Company. Tornò a Broadway per interpretare Dogberry in Molto rumore per nulla nel 1959. Due anni dopo, fu co-protagonista dell'acclamata pièce Un uomo per tutte le stagioni, prima a Londra e poi a New York. Da allora apparve in lavori teatrali e cinematografici statunitensi.
Rose fece il suo debutto al cinema nel 1949 con Midnight Frolics e nella sua carriera interpretò più di 30 film, tra i quali sono da ricordare The Pickwick Papers (1952), Track the Man Down (1955), Titanic, latitudine 41 nord (1958), Hawaii (1966), È ricca, la sposo e l'ammazzo (1971) e I pirati di Penzance (1983). Rose partecipò anche alla serie televisiva Beacon Hill (1975), la versione americana di Su e giù per le scale. Altre apparizioni accreditate furono nelle serie La città in controluce, Trials of O'Brien, Hallmark Hall of Fame e nella miniserie Olocausto.
A Broadway, tra gli altri ruoli, interpretò Gravedigger nell'Amleto (1964) di John Gielgud, un magazziniere sospetto in Slow Dance on Killing Ground (1964) di William Hanley, un duro soldato in La grande strage dell'impero del sole (1965) di Peter Shaffer, e il detective in Loot (1968) di Joe Orton. La sua prima candidatura ai Tony Award fu per la sua interpretazione di Louis Greff, un amico di Coco Chanel, nel musical Coco (1969). Per la commedia My Fat Friend, nel 1974 vinse un Drama Desk Award, battendo Lynn Redgrave, e ricevette un'altra candidatura ai Tony, premio che vinse nel 1976 per l'interpretazione di Alfred P. Doolittle nella rivisitazione per Broadway di My Fair Lady. Ricevette anche ottime critiche per le sue interpretazioni in Devil's Disciple, Peter Pan e The Kingfisher; per quest'ultimo vinse il Drama Desk Award nel 1979.
Nel 1980 apparve nel ruolo del Generale Maggiore Stanley nell'adattamento di Joe Papp dell'opera comica The Pirates of Penzance di Gilbert e Sullivan, i cui co-protagonisti erano Kevin Kline e Linda Ronstadt. Per questo ruolo ottenne un'altra candidatura ai Tony e partecipò anche all'adattamento cinematografico dell'opera, I pirati di Penzance, uscito nel 1983. Rose vinse il suo secondo Tony nel 1986, per l'adattamento di Rupert Holmes di The Mystery of Edwin Drood.
Rose morì nel 1988, a 68 anni, durante una pausa della tournée di Drood.

### Vita privata
Rose era appassionato di creature esotiche, infatti il suo animale da compagnia era una lince. Aveva anche una collezione di dischi che contava più di 17.000 esemplari.
Nel 1984 comprò una casa per le vacanze a Sosúa, nella Repubblica Dominicana, dove passò molto del suo tempo libero. Rose era omosessuale e non ebbe mai una famiglia o un partner duraturo. Secondo quanto riferito, desiderava avere un erede. Poco dopo il suo trasferimento a Sosúa, si prese cura di un ragazzo di 14 anni, contribuì al suo mantenimento e progettò di lasciargli il suo patrimonio. Adottò legalmente il ragazzo nel gennaio 1988.
Il 5 maggio 1988, durante una pausa di due settimane della tournée di Drood, Rose fu picchiato a morte dal figlio adottivo e da altri tre uomini. Gli assalitori, tra cui il padre biologico e lo zio del ragazzo, tentarono di far apparire la morte come conseguenza di un incidente stradale, ma presto confessarono di averlo ucciso. Nonostante un periodo di detenzione, i quattro uomini non furono mai sottoposti a un processo e vennero infine rilasciati.
George Rose è sepolto in una tomba senza nome in un cimitero vicino alla sua casa a Sosúa.

## Filmografia parziale

### Cinema
- Midnight Frolics, regia di Lillian Hunt (1949)
- The Pickwick Papers, regia di Noel Langley (1952)
- Grand National Night, regia di Bob McNaught (1953)
- Il masnadiero (The Beggar's Opera), regia di Peter Brook (1953)
- The Square Ring, regia di Basil Dearden e Michael Relph (1953)
- L'età della violenza (The Good Die Young), regia di Lewis Gilbert (1954)
- Devil on Horseback, regia di Cyril Frankel (1954)
- The Face of Love, regia di Alvin Rakoff (TV) (1954)
- The Sea Shall Not Have Them, regia di Lewis Gilbert (1954)
- La scogliera della morte (The Night My Number Came Up), regia di Leslie Norman (1955)
- No Time for Tears, regia di Cyril Frankel (1957)
- Jack lo squartatore (Jack the Ripper), regia di Robert S. Baker e Monty Berman (1959)
- The Heart of a Man, regia di Herbert Wilcox (1959)
- Le jene di Edimburgo (The Flesh and the Fiends), regia di John Gilling (1959)
- È ricca, la sposo e l'ammazzo (A New Leaf), regia di Elaine May (1971)
- I pirati di Penzance (The Pirates of Penzance), regia di Wilford Leach (1983)

### Televisione
- Robin Hood (The Adventures of Robin Hood) – serie TV, episodio 1x38 (1956)
- The DuPont Show of the Month – serie TV, episodi 3x04-3x07 (1959-1960)
- La città in controluce (Naked City) – serie TV, un episodio (1962)
- Profiles in Courage – serie TV, un episodio (1965)
- Olocausto (Holocaust) – miniserie TV (1978)

## Teatro
- Amleto (1964)
- Slow Dance on the Killing Ground (1964)
- La grande strage dell'impero del sole (1965)
- Walking Happy (1966)
- Loot (1968)
- Canterbury Tales (1969)
- Coco (1969)
- Sleuth (1970)
- A New Leaf (1972)
- Wise Child (1972)
- My Fat Friend (1974)
- My Fair Lady di Alan Jay Lerner (1976)
- The Kingfisher (1978)
- Peter Pan (1979)
- The Pirates of Penzance di Gilbert & Sullivan (1981)
- L'eterna illusione (You Can't Take It With You) di Moss Hart e George S. Kaufman (1983)
- Dance a Little Closer (1983)
- Aren't We All? (1985)
- The Mystery of Edwin Drood (1985)

## Premi e riconoscimenti

### Premi
- 1974 Drama Desk Award come Outstanding Performance - My Fat Friend
- 1976 Tony Award al miglior attore protagonista in un musical- My Fair Lady
- 1976 Drama Desk Award come Miglior attore non protagonista in uno spettacolo - My Fair Lady
- 1979 Drama Desk Award come Miglior attore non protagonista in uno spettacolo - The Kingfisher
- 1986 Drama Desk Award come Miglior attore in un musical - Edwin Drood
- 1986 Tony Award al miglior attore protagonista in un musical- The Mystery of Edwin Drood

### Candidature
- 1970 Tony Award come Miglior attore non protagonista in un musical - Coco
- 1975 Tony Award come Miglior attore non protagonista in uno spettacolo - My Fat Friend
- 1977 Drama Desk Award come Miglior attore non protagonista in un musical - She Loves Me
- 1981 Drama Desk Award come Miglior attore in un musical - The Pirates of Penzance
- 1981 Tony Award come Miglior attore in un musical - The Pirates of Penzance